# Kriminalkommissær Foyle
|  | Denne artikel omhandler tv-serien. For andre betydninger af Foyle, se Foyle. |
Kriminalkommissær Foyle (originaltitel: Foyle's War) er en britisk kriminaldrama tv-serie, der foregår under og umiddelbart efter 2. verdenskrig, skabt af manuskriptforfatter Anthony Horowitz og med Michael Kitchen i hovedrollen som Christopher Foyle og med Honeysuckle Weeks og Anthony Howell. Den blev bestilt af ITV efter tv-serien Inspector Morse ophørte år 2000, og den første sæson blev vist i 2002. Den blev indstillet 2007 af tv-direktør Simon Shaps; men den offentlige mening samt klager over indstillingen af serien fik ITV til at genoptage den efter det viste sig, at dets sjette serie viste sig at være en seersucces.  Anthony Horowitz antydede på sin hjemmeside at Kriminalkommissær Foyle vil komme tilbage med en ottende serie i løbet af 2013.
ITV bekæftede på et senere tidspunkt, at man havde bestilt tre episoder til år 2013.